# Lehsten (Adelsgeschlecht)

Wappen derer von Lehsten

Lehsten, auch Leesten, Leest oder Leisten, ist der Name eines alten mecklenburgischen Adelsgeschlechts von evangelischer Konfession. Nach Namensvereinigung mit den von Dingelstedt konnte sich die Familie im Freiherrnstand auch in Schlesien ausbreiten. Zweige der Familie bestehen bis heute fort.

## Geschichte
Die von Lehsten gehören dem alten mecklenburgischer Adel an und erscheinen mit Bernardus de Leesten, Kanonikus in Ratzeburg, als Zeugen erstmals am 8. März 1255 urkundlich. Das Geschlecht saß bereits 1283 zu Leisten im ehemaligen Amt Plau und zu Gottin im ehemaligen Amt Güstrow und erwarb später im dortigen Amt weitere Güter. Ein Mitglied der Familie war 1523 Mitzeichner der Union der Landstände.
Die II. Linie dieses Geschlechts begründete Ende des 17. Jahrhunderts Christoph Wilhelm von Lehsten, Herr auf Dolitz, Boddin, Lunow, Poggelow, Schönau und Groß Niekör.
Mit Georg Heinrich von Lehsten konnte das Geschlecht 1696 die Stelle des mecklenburgischen Hofmarschalls besetzten. Heinrich Ludolph von Lehsten (* 1760) war Oberlanddrost, Karl von Lehsten (* 1768; † 1839) Landdrost.
Im Einschreibebuch des Klosters Dobbertin befinden sich 13 Eintragungen von Töchtern der Familie von Lehsten von 1723 bis 1906 aus Dölitz, Röbel und Stavenhagen zur Aufnahme in das dortige adelige Damenstift.
Bereits im 17. Jahrhundert begab sich Christoph von Lehsten als Geheimer Rat in kurbrandenburgische Dienste und konnte dort das Gut Krenzlin an sich bringen.
Generalmajor August von Lehsten beerbte 1807 seinen Mutterbruder, den königlich preußischen Oberst Levin August von Dingelstedt, indem er dessen Namen und Wappen dem seinen hinzufügte (von Lehsten-Dingelstedt) und in dessen schlesische Güter eintrat. Sein Sohn, Carl August (1794–1863), diente von 1808 bis 1812 im westphälischen Pagenkorps. König Jérôme Bonaparte hatte ihm dort, wie allen zum alten Adel gehörenden Mitgliedern seines Hofes, ohne offizielles Diplom das Prädikat Baron verliehen. 1818 kehrte er nach Schlesien zurück. Dort wurde diese Standeserhöhung jedoch von den preußischen Behörden (Amtsgericht Freystadt) nicht anerkannt. Erst durch ein Ministerial-Reskript auf Veranlassung von König Friedrich Wilhelm IV. wurde Carl August dieser allerdings nicht erbliche Titel bestätigt.

## Besitz
Zu dem Besitz der Familie gehörten wenigstens zeitweise folgende Güter:
- Mecklenburg: Namensgebendes Stammhaus Leisten (wohl bereits vor 1255, bis 1803), Boddin, Campz, Dölitz und Kranichshof (ersteres ab etwa 1634 mit Unterbrechung bis Anfang des 19. Jh., letzteres bis 1786), Friedrichshagen, Gottin, Herzberg, Koberow, Langenlehsten, Lenschow, Lüchow, Klein Lunow, Alt- und Neu Panneckow, Pölitz, Ridsenow, Satow, Schönow, Schwarstorff, Schwetz, Spotendorf, Tellow (vor 1654), Vietlübbe, Wardow, Wattmanshagen, Wesselstorff, Wredenhagen, Wohsten und Wozeten
- Ruppiner Land: Krenzlin
- Schlesien: Alt und Neu Tschau sowie Lessendorf im Kreis Freystadt von 1807 bis in die 1870er Jahre.

## Wappen
- Das Stammwappen zeigt in Silber einen aufgerichteten schwarzen Leisten zwischen zwei schwarzen Adlerflügeln. Auf dem gekrönten Helm mit schwarz-silbernen Decken der geflügelte Leisten.

- Das Freiherrliche Wappen Lehsten-Dingelstedt. ist durch einen goldenen Stab gespalten, die rechte Hälfte wiederum durch einen goldenen Stab quer geteilt, das Stammwappen als Herzschild; 1, oben rechts: in Blau drei 1:2 goldene Eicheln; 2, unten rechts: in Rot ein grüner Eichenzweig mit je zwei Eicheln und Blättern; 3, links: in Silber drei rote Sparren, unterm jedem je eine rote Rose, in Anlehnung an das Wappen derer von Dingelstedt.

## Angehörige

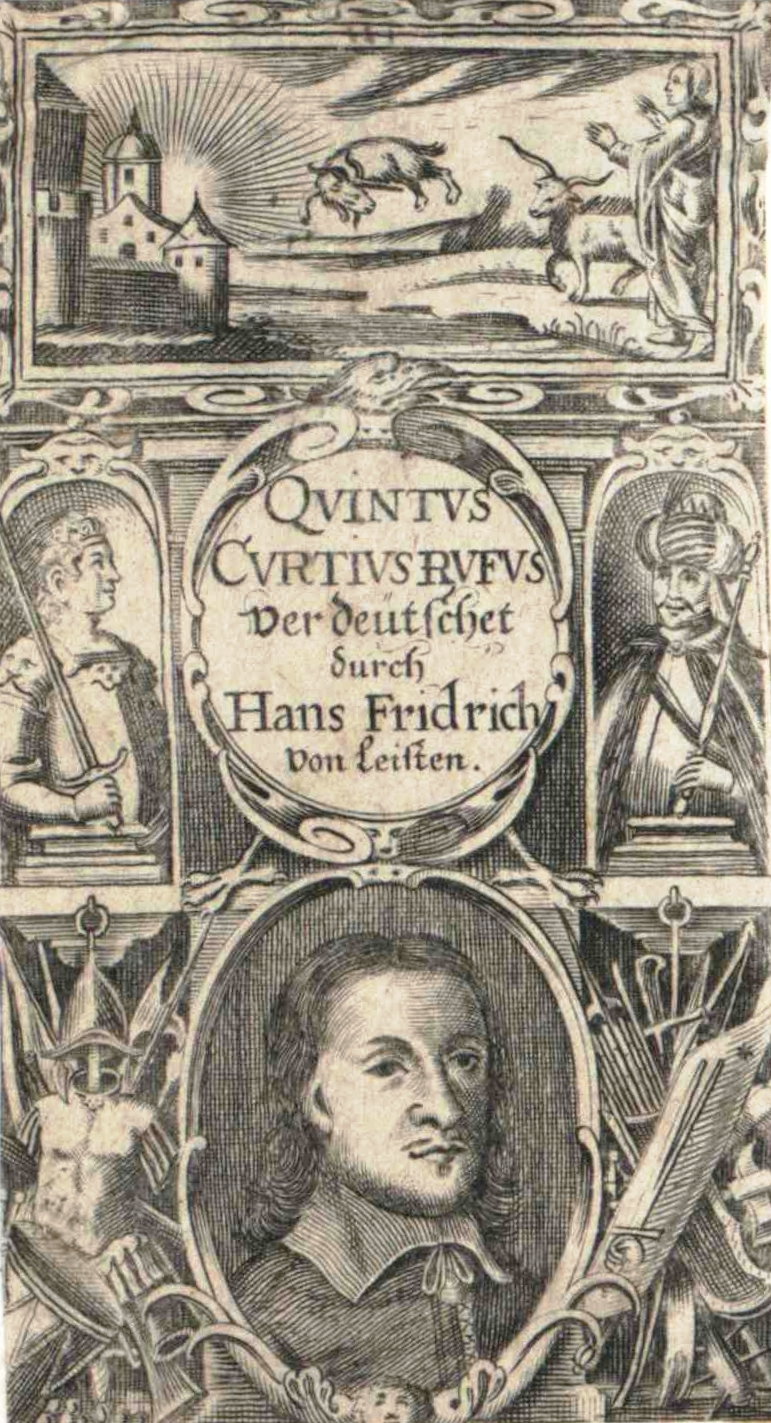
Titelblatt der Übersetzung des Quintus Curtius Rufus durch Hans Friedrich von Lehsten (1658)

- Maria Agathe von Lehsten (1608–1671), Namensgeberin von Agathenburg ⚭ Feldmarschall Hans Christoph von Königsmarck
- Hans Christoph von Lehsten (1618–1643), königlich schwedischer Oberst und Kommandeur[4]
- Hans Friedrich von Lehsten (1621–1678), fürstlich mecklenburgischer Landrat, Grundbesitzer und von 1666 bis 1677 Provisor im Kloster Dobbertin.[4]
- Jaspar Friedrich von Lehsten (1650–1675), fürstlich lüneburgischer Leutnant, mecklenburgischer Grundbesitzer[4]
- August von Lehsten-Dingelstedt († 1819), kurhessischer Generalmajor
- (Heinrich) Ludolph (Friedrich) von Lehsten (1760–1830), mecklenburgischer Oberkammerherr und Kammerdirektor[5]
- Ludwig von Lehsten (1840–1910),  mecklenburgischer Landdrost
- Gustav von Lehsten (* 11. Juni 1838; † 13. Oktober 1863), Canzlei-Auditor und heraldisch-genealogischer Schriftsteller, Mitglied des Vereins für mecklenburgische Geschichte und Altertumskunde
- Detlef von Lehsten (* 1917), Kapitänleutnant der deutschen Kriegsmarine, Kommandant der U-Boote U-373, U-3508 und U-3044[6]